# Александер Бугера
Александер Бугера (на немски: Alexander Bugera, роден на 8 август 1978 в Амберг) е германски футболист.
Започва кариерата си в младежкия отбор на Интер Бергстайг Амберг, а от Амберг отива в третия отбор на Байерн Мюнхен. При баварците Бугера първоначално играе като нападател през 1997 г., но не успява да се наложи и през 1998 г. отива под наем в Дуисбург. След сезон 1998/99 се завръща в Мюнхен, само за да бъде продаден на Дуисбург година по-късно.
След като изиграва всичките 34 мача с екипа на „зебрите“ през сезона във Втора Бундеслига 2006/07, отборът завършва на трето място и печели правото на промоция. Въпреки успеха Бугера преминава в Кайзерслаутерн, подписвайки договор до 2010 г. През първата си година в Пфалц защитникът изиграва едва 11 срещи поради контузия и трябва да трепери на трибуните за оцеляването на отбора си в германската втора лига. За кампанията 2008/09 Бугера се преборва с контузиите си и си извоюва титулярно място от лявата страна в защитната схема на Милан Шашич.
Александер Бугера е женен и има дъщеря.